# Orvasca heterocolor
Orvasca heterocolor is een donsvlinder uit de familie van de spinneruilen (Erebidae). De wetenschappelijke naam van de soort is voor het eerst geldig gepubliceerd in 2010 door Hou-Shuai Wang, Min Wang & Xiaoo-Ling Fan.

## Type
- holotype: "male. 11-IV-2009,leg. Hou-Shuai Wang"
- instituut: SCAU, Guangzhou, China
- typelocatie: "China, Hainan Province, ianfengling National Nature Reserve"